# Sint-Antoniuskerk (Herentals)

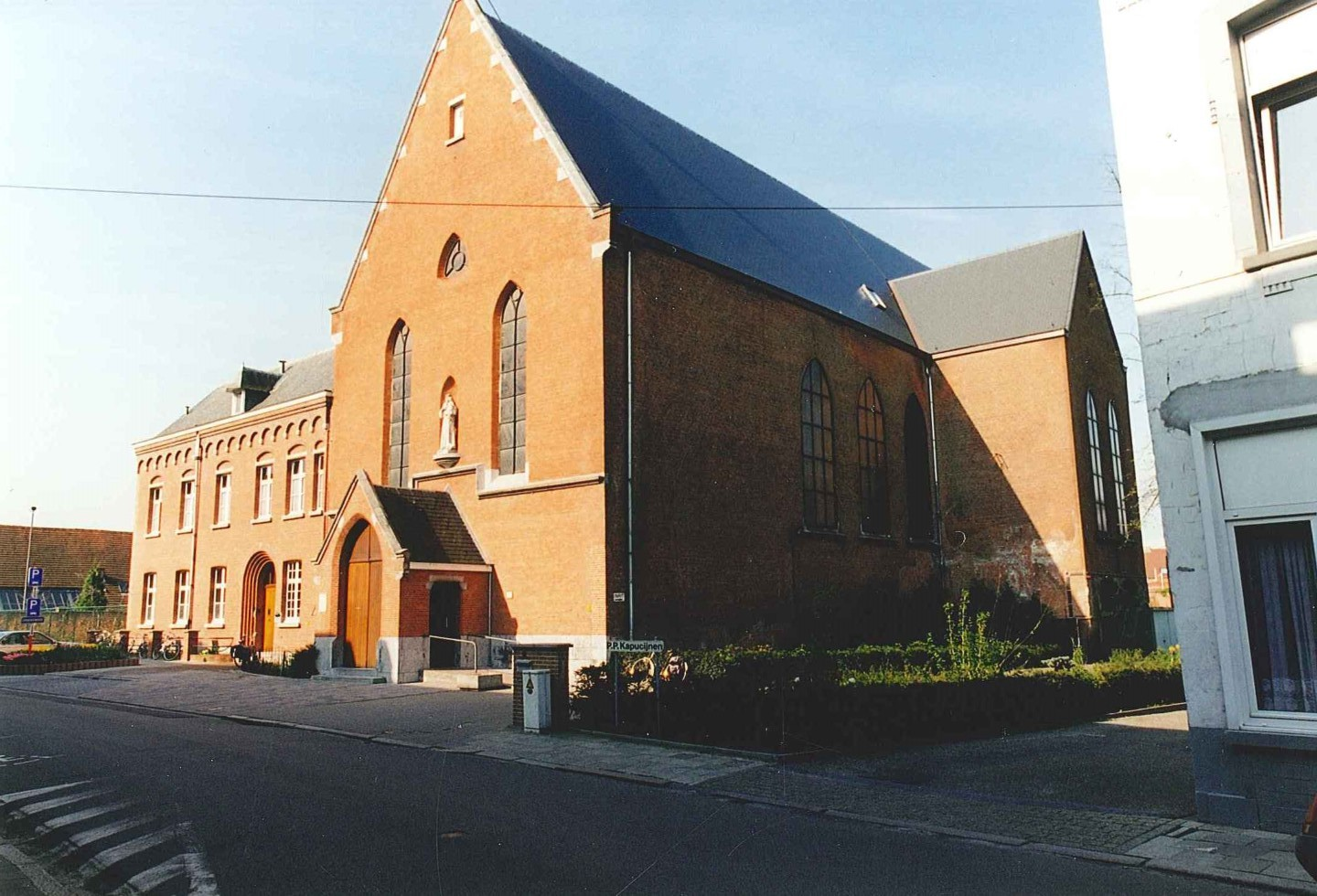
Sint-Antoniuskerk

De Sint-Antoniuskerk is een parochiekerk in de Antwerpse stad Herentals, gelegen aan de Kapucijnenstraat 7.
Deze aan Sint-Antonius van Padua gewijde kerk werd gebouwd in 1896-1897 naar ontwerp van J. van den Plas.
Het is een sober gebouw dat eertijds diende als kapel voor het aanpalende Kapucijnenklooster en in 1965 ook een parochiekerk werd. De kerk heeft een voorgebouwd portaal en daarboven, in een nis, een Antoniusbeeld. De kerk en de bijbehorende grotten waren eens het doel van bedevaarten, met name de grote bedevaart uit Antwerpen, voor Sint Antonius 
De eenbeukige bakstenen kerk is gebouwd in neogotische stijl en het heeft ook neogotisch meubilair. Het interieur wordt overkluisd door een kruisribgewelf.
Het bijbehorende klooster werd door brand getroffen en in 1934-1935 herbouwd naar ontwerp van Joseph Goeyvaerts, Van de kloostervleugels bleef er één bewaard, de andere werden in 1994 gesloopt. Er werd op die plaats een tuin aangelegd ten behoeve van het aanpalende, in 1991-1993 gebouwde, verzorgingstehuis.